# Kōhei Kudō
Kōhei Kudō (jap. 工藤洸平 Kudō Kōhei; ur. 9 lutego 1990 w Sapporo) – japoński snowboardzista.
Jego najlepszym wynikiem olimpijskim jest 14. miejsce w halfpipe’ie na igrzyskach w Vancouver. Na mistrzostwach świata najlepszy wynik uzyskał na mistrzostwach w Kangwŏn, gdzie zajął 13. miejsce w halfpipe’ie. Najlepsze wyniki w Pucharze Świata osiągnął w sezonie 2006/2007, kiedy zajął 16. miejsce w klasyfikacji generalnej, a w klasyfikacji halfpipe’a był drugi. Jest mistrzem świata juniorów w halfpipe’ie z 2006 roku.

## Sukcesy

### Igrzyska olimpijskie
| Miejsce | Dzień     | Rok  | Miejscowość | Konkurencja | Zwycięzca   |
| ------- | --------- | ---- | ----------- | ----------- | ----------- |
| 14.     | 12 lutego | 2006 | Turyn       | Halfpipe    | Shaun White |

### Mistrzostwa Świata
| Miejsce | Dzień       | Rok  | Miejscowość | Konkurencja | Zwycięzca |
| ------- | ----------- | ---- | ----------- | ----------- | --------- |
| 13.     | 23 stycznia | 2009 | Kangwŏn     | Halfpipe    | Ryō Aono  |

### Puchar Świata

#### Miejsca w klasyfikacji generalnej
- 2005/2006 – 180.
- 2006/2007 – 16.
- 2007/2008 – 67.
- 2008/2009 – 62.
- 2009/2010 – 59.

#### Miejsca na podium
1. Furano – 18 lutego 2007 (Halfpipe) – 2. miejsce
2. Calgary – 2 marca 2007 (Halfpipe) – 2. miejsce
3. Cardrona – 7 września 2008 (Halfpipe) – 1. miejsce